# Acroporium microcladum
Acroporium microcladum là một loài Rêu trong họ Sematophyllaceae. Loài này được (Dozy & Molk.) B.C. Tan mô tả khoa học đầu tiên năm 1997.